# イマ旬!サタデーナイト
『イマ旬!サタデーナイト』（イマしゅん!サタデーナイト）はニッポン放送で2017年10月7日から2018年3月31日まで放送された情報番組。

## 概要
ニッポン放送は、2017年の週末ナイターオフ編成にて、古坂大魔王を起用した情報番組を編成する事を発表。また、パートナーとして、古坂と同じ事務所に所属するAAAの宇野を起用して、番組構成は所謂「流行の発信基地」を目指し、この世の「イマ旬な人・コト・モノ＝“イマ旬”」、あるいはこれから旬になるかもしれない「コト・モノ・ヒト・イベント」について古坂の視点で紹介する。
また、古坂については、当該番組にて2013年の週末ナイターオフに編成された『古坂大魔王 ツギコレ』以来4年振り、『ツギコレ』のスピンオフ番組であった『古坂大魔王のアイドル倶楽部』以来2年振りに同局の番組パーソナリティを担当する。また、番組放送開始後の同年11月に当該番組のTwitterアカウントを開設し、番組ハッシュタグ「#イマ旬」で募っていた。
当該番組終了以後の翌年以降の同放送枠については、同局元アナウンサーでフリーアナウンサーの高嶋ひでたけが長年務めた、平日朝の帯番組のパーソナリティを勇退以後、本人の番組を持つ場として、同枠にて番組を編成してるため、タレントを起用した番組は編成されていない。

## 放送時間
※JST表記
- 土曜 18:30 - 20:00 - 2017年10月7日 - 2018年3月31日

### 放送時間の変更
2017年
- 10月21日：『君に耳キュン!総選挙前日 秋の大作戦! 明石家さんま オールニッポン お願い!リクエスト 当選？落選 男女100人“ウソ物語”』（17:50 - 21:30）編成のため、ニッポン放送のみ放送休止。
- 10月28日：『ショウアップナイター スペシャル SMBC日本シリーズ2017 第1戦 福岡ソフトバンクホークス×横浜DeNAベイスターズ』実況中継が編成されたため、ニッポン放送のみ放送休止。
- 11月4日：『ショウアップナイター スペシャル SMBC日本シリーズ2017 第6戦 福岡ソフトバンクホークス×横浜DeNAベイスターズ』実況中継が編成されたため、ニッポン放送のみ番組休止。
- 12月16日：2017年12月の聴取率調査週間編成のため、『イマ旬!サタデーナイトspecial 2017年イマ旬総決算』としてニッポン放送のみ21:30迄、時間尺を拡大[6]。

## 出演者

### パーソナリティ
- 古坂大魔王（お笑いタレント、音楽プロデューサー）

### パートナー
- 宇野実彩子(AAA)

## ネット局
| 放送地域   | 放送局             | 放送時間           | 備考   |
| ---------- | ------------------ | ------------------ | ------ |
| 関東広域圏 | ニッポン放送（LF） | 土曜 18:30 - 20:00 | 制作局 |
| 山形県     | 山形放送（YBC）    | 土曜 19:00 - 20:00 |        |
| 茨城県     | 茨城放送（IBS）    | 土曜 19:00 - 20:00 | [ 7 ]  |
| 富山県     | 北日本放送（KNB）  | 土曜 19:00 - 20:00 |        |
| 山口県     | 山口放送（KRY）    | 土曜 19:00 - 20:00 | [ 8 ]  |
| 徳島県     | 四国放送（JRT）    | 土曜 19:00 - 20:00 | [ 8 ]  |
| 香川県     | 西日本放送（RNC）  | 土曜 19:00 - 20:00 | [ 8 ]  |
| 熊本県     | 熊本放送（RKK）    | 土曜 19:00 - 20:00 |        |

## 公式サイト
- 公式ウェブサイト
- イマ旬!サタデーナイト (@imashun1242) - X

| ニッポン放送 土曜 18:30 - 20:00          | ニッポン放送 土曜 18:30 - 20:00 | ニッポン放送 土曜 18:30 - 20:00                                        |
| 前番組                                   | 番組名                          | 次番組                                                                 |
| ---------------------------------------- | ------------------------------- | ---------------------------------------------------------------------- |
| 新発見!有楽町合金 18:00 - 20:00 2016年度 | イマ旬!サタデーナイト 2017年度  | 高嶋ひでたけと里崎智也 サタデーバッテリートーク 18:00 - 20:30 2018年度 |